# Pablo Villaça
Pablo Villaça (Belo Horizonte, 18 de setembro de 1974) é um crítico cinematográfico brasileiro. É editor do site Cinema em Cena, um dos mais antigos sites de cinema no Brasil, por ele criado em 1997.
É crítico de cinema desde 1994. Colaborou em periódicos nacionais como MovieStar, Sci-Fi News, Sci-Fi Cinema e Replicante, e foi colaborador do quadro Ponto Crítico da revista Set. Também é professor de linguagem e crítica cinematográficas.

## Vida e carreira
Em 2001, obteve o prêmio teatral SESC-SATED na categoria "Melhor Texto Adaptado". Foi apresentador e roteirista do programa Cinema em Cena, que foi ao ar durante dois anos (2000-2001) pela TV Horizonte.
No ano de 2002, Pablo passou a ser o único latino-americano a ser membro da Online Film Critics Society. Ainda publicou colunas no website Hollywood Elsewhere.
Em 2005, lançou seu primeiro livro, O Cinema Além das Montanhas, biografia do cineasta Helvécio Ratton. Em 2007, foi o único profissional estrangeiro, entre quinze convidados, a participar, em Nova York, de um seminário sobre "Crítica de Cinema", promovido pelo The New York Times e pelo Museum of the Moving Image.
Também dirigiu e escreveu o curta-metragem A Ética em 2008.  É colaborador do portal cinematográfico Movie City News desde 2008, além de ser o único brasileiro a ser citado pelo Rotten Tomatoes, portal de crítica cinematográfica da internet.

## Livros
- VILLAÇA, Pablo. Helvecio Ratton: O Cinema Além das Montanhas. São Paulo: IMESP; Imprensa Oficial, 2005. 440p. ISBN 8570603703
- VILLAÇA, Pablo. Os Filmes da Sua Vida Têm Muito Mais Para Contar. Belo Horizonte, Rio Impresso, 2015. 271p.